# Liste von Sehenswürdigkeiten in Athen
Aufgrund seiner kulturhistorisch bedeutenden Ausgrabungsstätten, Museen und Baudenkmäler zählt Athen zu einer der meistbesuchten Städte Europas.

## Museen

### Die großen Museen

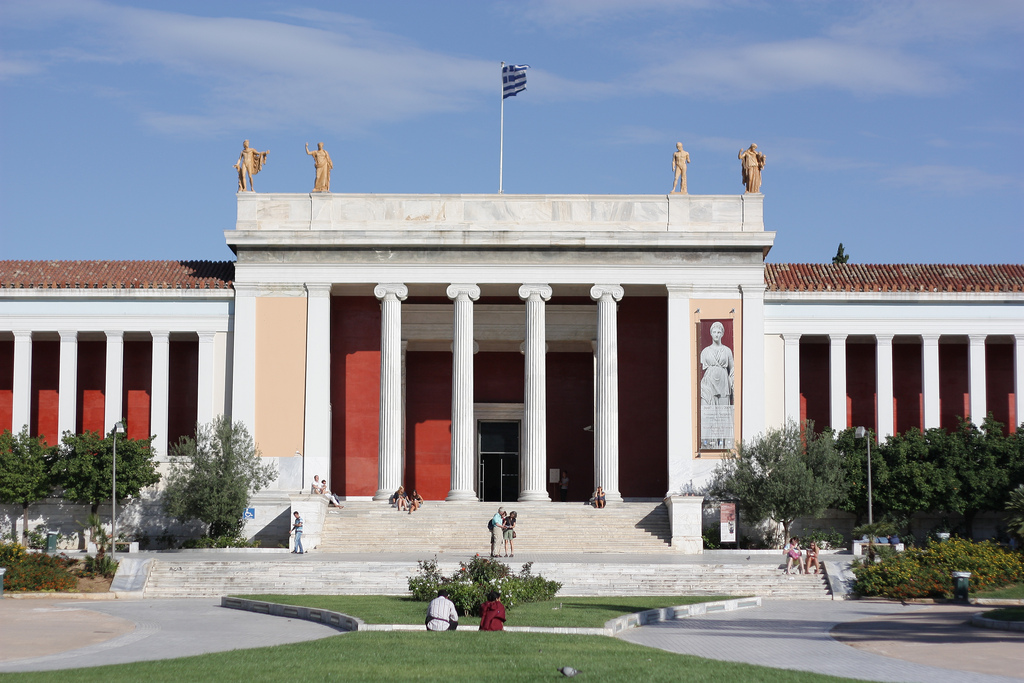
Archäologisches Nationalmuseum Athen

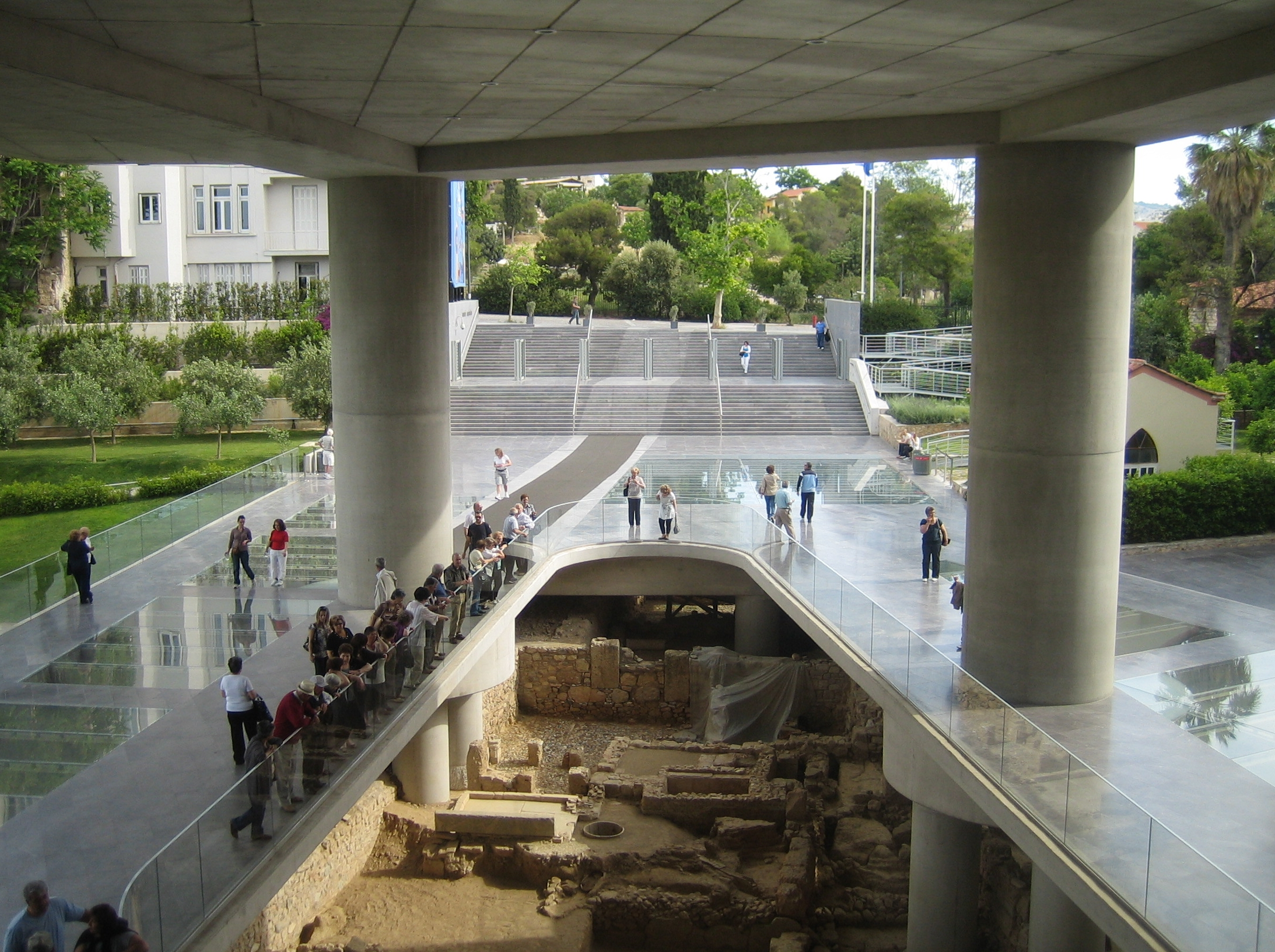
Akropolismuseum Athen

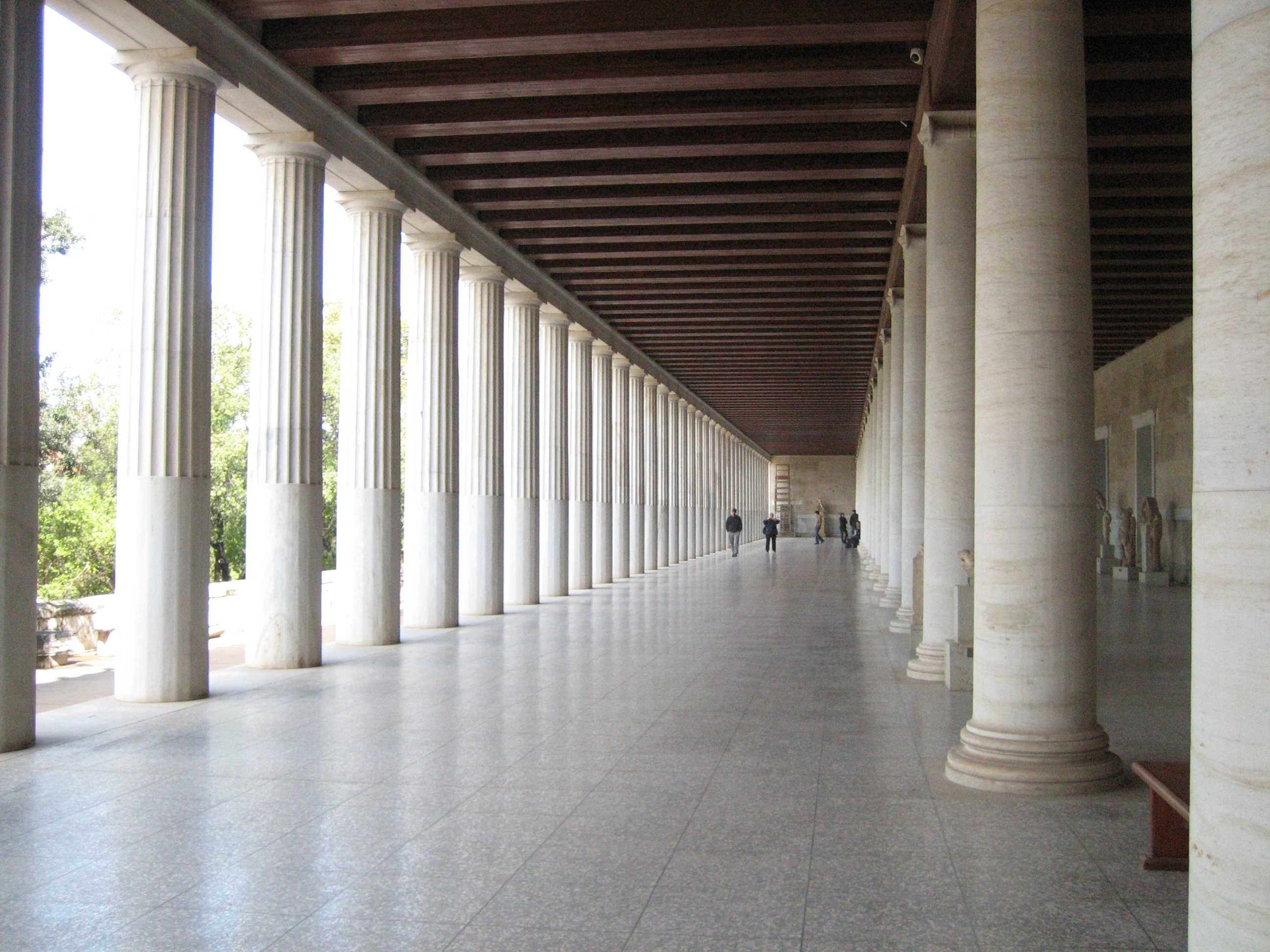
Stoa des Attalos auf der Agora

| Museum | griech. Name                      | Website               |
| --- | --------------------------------- | --------------------- |
| Archäologisches Nationalmuseum | Εθνικό Αρχαιολογικό Μουσείο       | namuseum.gr           |
| Akropolismuseum | Μουσείο Ακρόπολης                 | theacropolismuseum.gr |
| Byzantinisches und Christliches Museum | Βυζαντινό και Χριστιανικό Μουσείο | byzantinemuseum.gr    |
| Museum für kykladische Kunst | Μουσείο Κυκλαδικής Τέχνης         | cycladic.gr           |
| Benaki-Museum Dependancen in Athen/Attika: – Neues Benaki-Museum Pireos-Straße 138 – Benaki-Museum für Islamische Kunst – Spielzeugmuseum in der Villa Kouloura – Historisches Archiv im Wohnhaus von Penelope Delta – Atelier Nikos Chatzikyriakos-Ghika – Atelier Giannis Pappas | Μουσείο Μπενάκη                   | benaki.org            |

### Sonstige öffentliche Museen
| Museum | griech. Name                     | Website               |
| --- | -------------------------------- | --------------------- |
| Archäologisches Museum der antiken Agora | Μουσείο Αρχαίας Αγοράς           | agathe.gr             |
| Nationales Historisches Museum | Εθνικό Ιστορικό Μουσείο          | nhmuseum.gr           |
| Nationalgalerie - Alexandros-Soutzos-Museum – Dependance: Nationale Glyptothek | Εθνική Πινακοθήκη                | nationalgallery.gr    |
| Nationales Museum für Zeitgenössische Kunst | Εθνικό Μουσείο Σύγχρονης Τέχνης  | emst.gr               |
| Archäologisches Museum Piräus |                                  |                       |
| Archäologisches Museum Acharnes |                                  |                       |
| Archäologisches Museum Kerameikos |                                  |                       |
| Museum der Stadt Athen der Vouros-Eutaxias-Stiftung | Μουσείο της Πόλεως των Αθηνών    | athenscitymuseum.gr   |
| Kommunale Galerie Athen | Δημοτική Πινακοθήκη της Αθήνας   |                       |
| Museen der Nationalen und Kapodistrias-Universität Athen – Historisches Museum – Museum für Anthropologie – Museum für Archäologie und Kunstgeschichte – Museum für Botanik – Museum für Kriminologie – Museum für Mineralogie und Petrologie – Museum für Paläontologie und Geologie – Museum für Zoologie |                                  |                       |
| Museum für griechische Volkskunst | Μουσείο Ελληνικής Λαϊκής Τέχνης  | melt.gr               |
| Museum für griechische Volksmusikinstrumente | Μουσείο Ελληνικών Λαϊκών Οργάνων | instruments-museum.gr |
| Kriegsmuseum | Πολεμικό Μουσείο                 | warmuseum.gr          |
| Numismatisches Museum | Νομισματικό Μουσείο              | nma.gr                |
| Epigraphisches Museum | Επιγραφικό Μουσείο               |                       |
| Botanisches Museum im Nationalgarten |                                  |                       |
| Jüdisches Museum | Εβραϊκό Μουσείο                  | jewishmuseum.gr       |

### Private Museen
| Museum                                          | griech. Name                                                     | Website                                                          |
| ----------------------------------------------- | ---------------------------------------------------------------- | ---------------------------------------------------------------- |
| Goulandris-Museum für Naturgeschichte           | Μουσείου Γουλανδρή Φυσικής Ιστορίας                              | gnhm.gr                                                          |
| Museum der Basil & Elise Goulandris Foundation  | Μουσείο Σύγχρονης Τέχνης του Ιδρύματος Βασίλη & Ελίζας Γουλανδρή | goulandris.gr                                                    |
| Vorres-Museum                                   | Μουσείο Βορρέ                                                    | vorresmuseum.gr                                                  |
| Frissiras-Museum für zeitgenössische Malerei    | Μουσείο Φρυσίρα                                                  | frissirasmuseum.com                                              |
| Spathario-Museum für Schattentheater            | Σπαθάρειο Μουσείο Θεάτρου Σκιών                                  | karagiozismuseum.gr                                              |
| Alex Mylona-Museum                              |                                                                  |                                                                  |
| Exil-Museum                                     | Μουσείο Πολιτικών Εξόριστων Αϊ Στράτη                            | exile-museum.gr                                                  |
| Eisenbahnmuseum                                 | Σιδηροδρομικό Μουσείο                                            | ose.gr                                                           |
| Post- und Philateliemuseum                      | Ταχυδρομικό & Φιλοτελικό Μουσείο                                 | ft-museum.gr                                                     |
| Telekommunikationsmuseum der OTE                |                                                                  | ote.gr (Seite nicht mehr abrufbar. Suche in Webarchiven)         |
| Theatermuseum (geschlossen)                     | Θεατρικό Μουσείο                                                 | theatremuseum.gr (Memento vom 26. Juni 2007 im Internet Archive) |
| Kindermuseum                                    | Ελληνικό Παιδικό Μουσείο                                         | hcm.gr                                                           |
| Keramikmuseum                                   | Μουσείο κεραμικής                                                | potterymuseum.gr                                                 |
| Ilias Lalaounis-Schmuckmuseum                   | Μουσείο Κοσμήματος Ηλία Λαλαούνη                                 | lalaounis-jewelrymuseum.gr                                       |
| Herakleidon-Museum für bildende Kunst           |                                                                  | herakleidon-art.gr                                               |
| Tsarouchis-Museum                               | Τσαρούχης                                                        | tsarouchis.gr                                                    |
| Paul und Alexandra Kanellopoulos-Museum         | Μουσείο Κανελλοπούλου                                            | pakanellopoulosfoundation.org                                    |
| Hellenic Motor Museum                           |                                                                  | hellenicmotormuseum.gr                                           |
| Museum der Griechischen Luftstreitkräfte        | Μουσείο Πολεμικής Αεροπορίας                                     | haf.gr                                                           |
| Schiffsmuseum Trokadero Marina                  |                                                                  |                                                                  |
| DESTE-Kunstmuseum                               |                                                                  |                                                                  |
| Ausstellungshaus der George Economou Collection |                                                                  | thegeorgeeconomoucollection.com                                  |

## Bauwerke

### Bauwerke der Antike

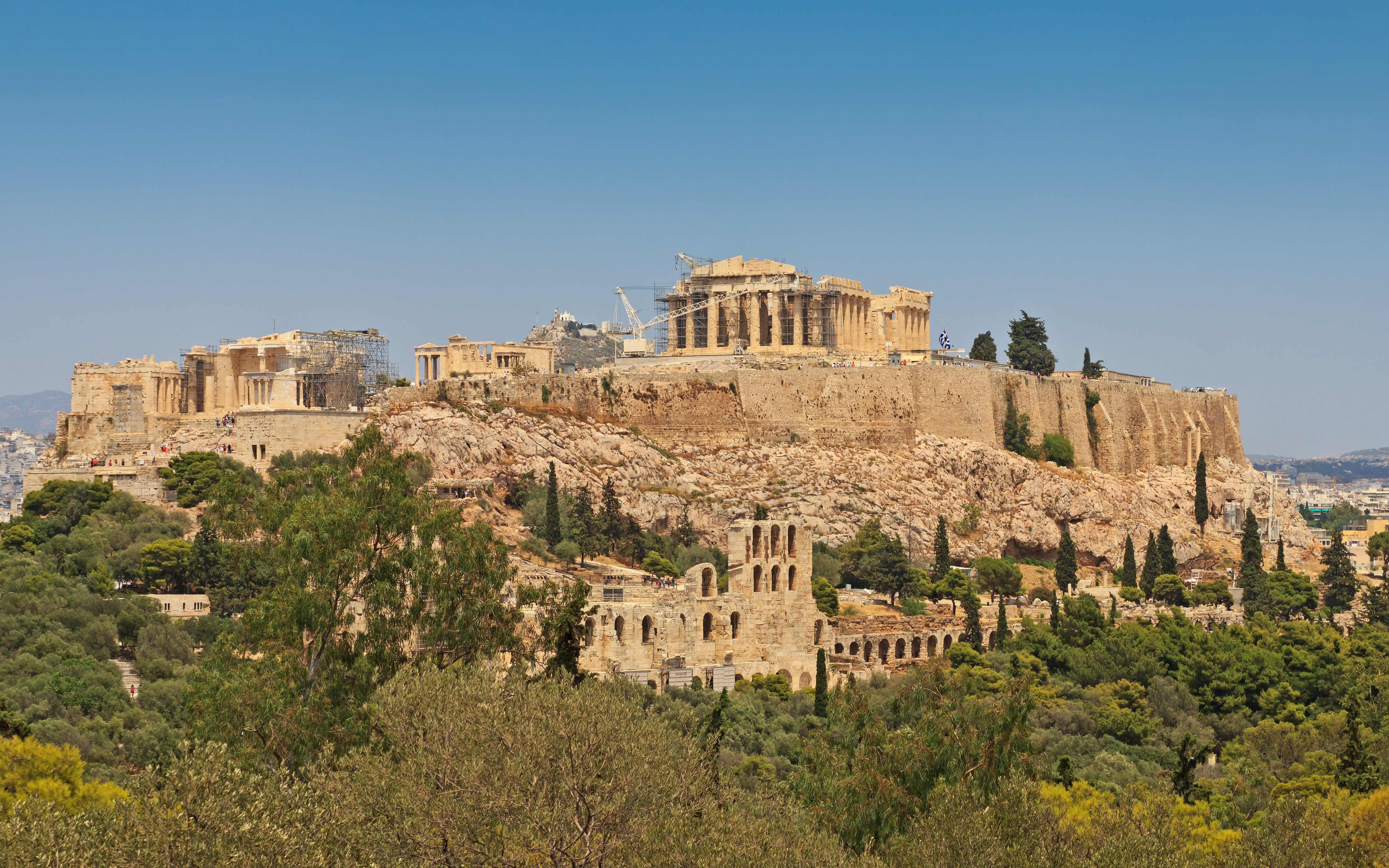
Akropolis in Athen

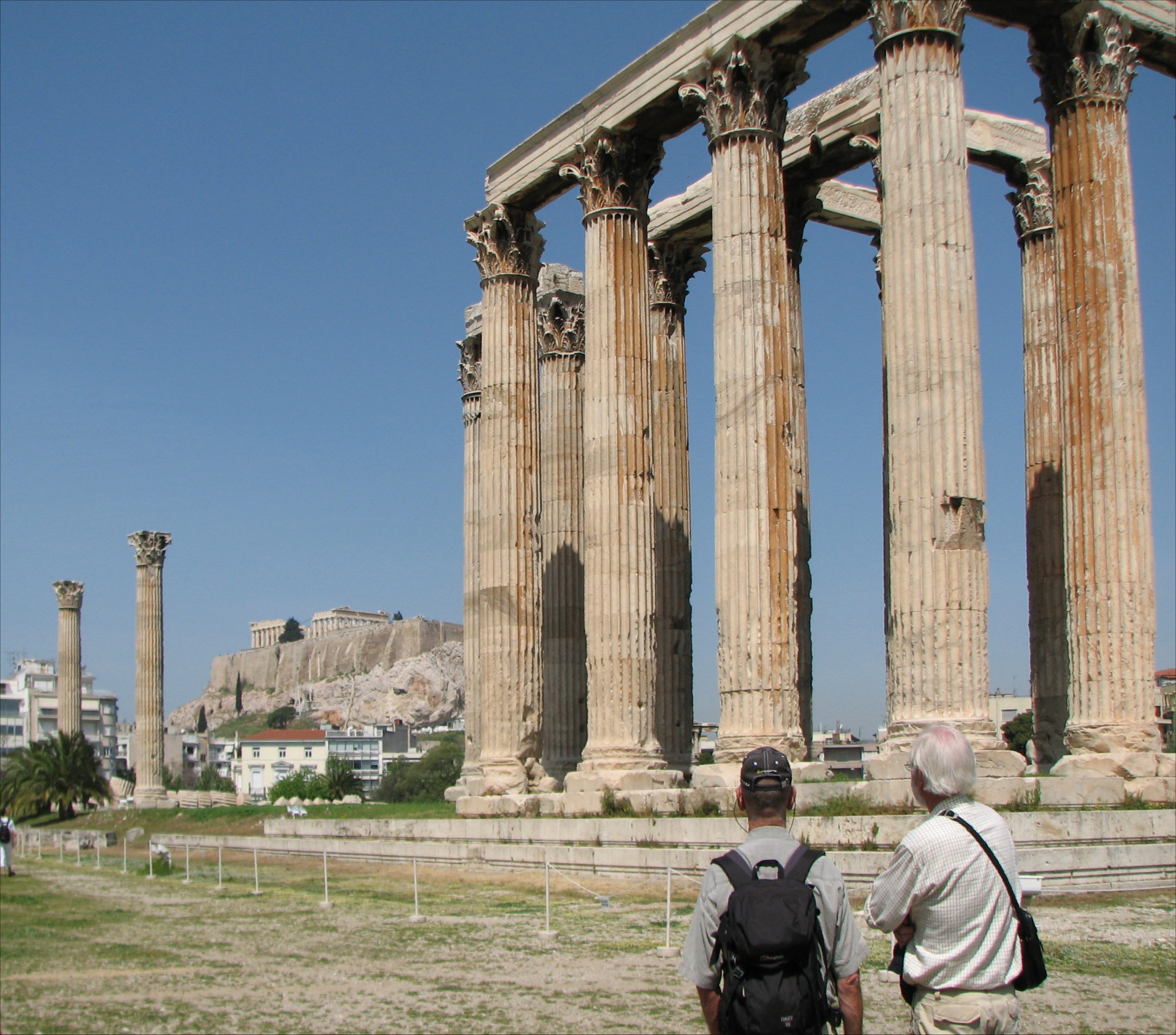
Tempel des Zeus

- Akropolis, u. a. mit Parthenontempel, Niketempel, Erechtheion, Propyläen
- Agora, u. a. mit dem Tempel des Hephaistos und der Athena (der am besten erhaltene Tempel Griechenlands), dem Nachbau der Stoa des Attalos (mit Agoramuseum)
- Kerameikos, antike Stadtmauer mit dem Dipylon, dem größten Athener Stadttor; Gräberstraße
- Pnyx, Hügel westlich der Akropolis, Ort der Volksversammlungen im klassischen Athen
- Philopapposmonument auf dem gleichnamigen Hügel südlich der Akropolis
- Areopag, Felsen nordwestlich der Akropolis und Sitz des höchsten Gerichts bzw. obersten Rates (später nur noch Blutgerichtsbarkeit)
- Dionysostheater, hier wurden die klassischen Tragödien der großen Dramatiker Aischylos, Sophokles und Euripides sowie die Komödien des Aristophanes und des Menander uraufgeführt und ab 330 v. Chr. die Volksversammlung abgehalten
- Odeon des Herodes Atticus
- Römische Agora mit dem Turm der Winde, Vorbild späterer Oktogon-Bauten und Wettertürme.
- Hadriansbibliothek
- Olympieion, Tempel des Olympischen Zeus, gewaltigster Tempel des griechischen Festlands, mit über 17 m hohen Säulen und dem Hadrianstor, das Vorbild für die Triumphbögen wurde und auch ein frühes Beispiel für Kulissenbauten ist.
- Kallimarmaro-Stadion oder Panathenäisches Stadion, 330 v. Chr. wurde das Stadion für die Panathenäischen Spiele erbaut (unter Demosthenes) und 140 n. Chr. von Herodes Atticus mit Pentelischem Marmor erneuert. Der Wiederaufbau wurde durch eine Spende des griechischen Kaufmanns Georgios Averoff ermöglicht. In diesem Stadion fanden die meisten Wettkämpfe der Olympischen Spiele 1896 und die Zwischenolympiade 1906 statt. 2004 fanden hier das Bogenschießen und die Marathoneinläufe statt.

### Mittelalterliche und osmanische Bauwerke

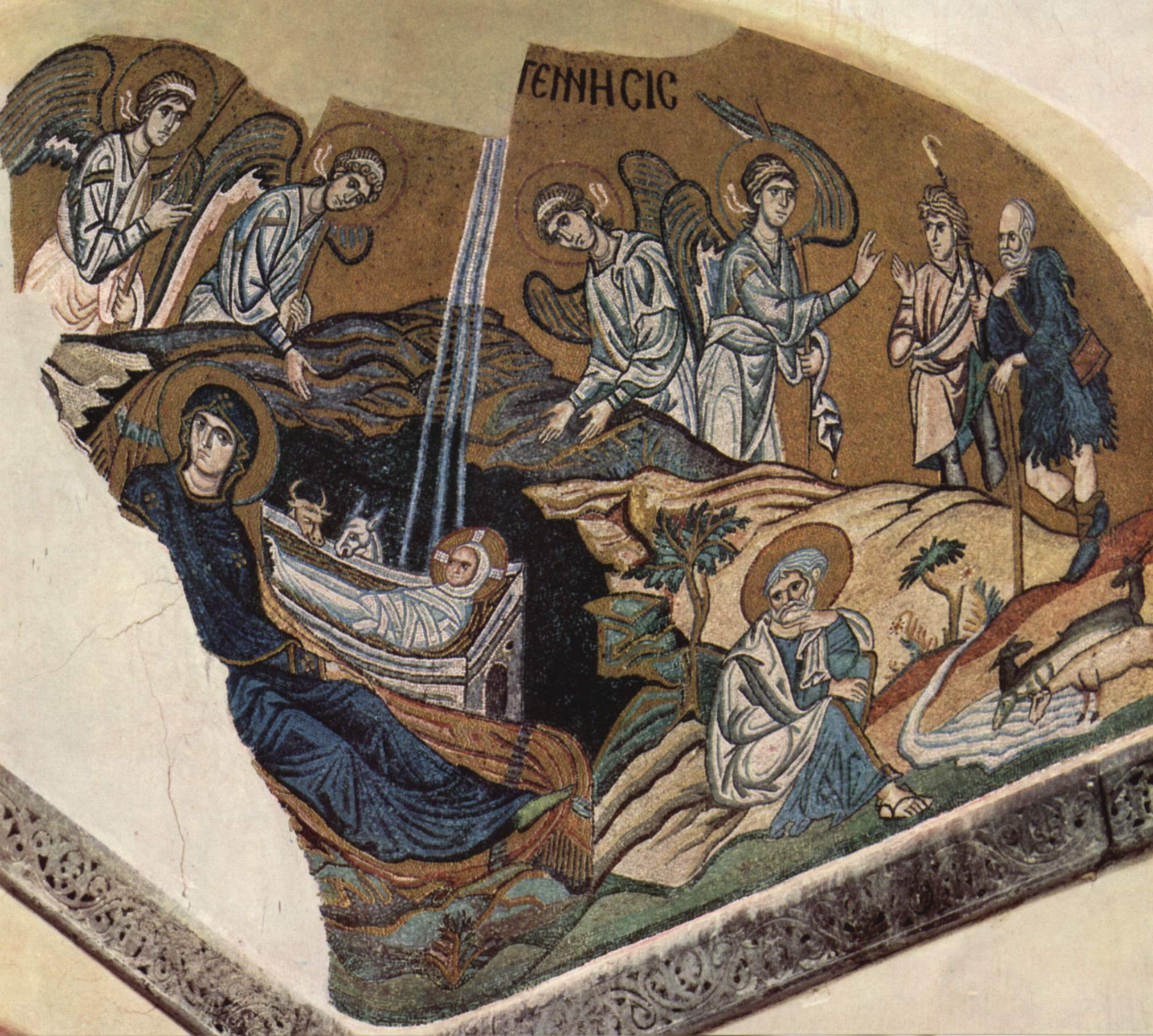
Die Szene "Christi Geburt" in den Mosaiken von Daphni

- Byzantinische Kirchen, z. B. Hagioi Theodoroi (11. Jahrhundert), Kapnikarea-Kirche (11. Jahrhundert), Hágios Ioánnis Theológos (11./12. Jahrhundert) oder Panagia Gorgoepikoos – die kleine Metropolis (11./12. Jahrhundert)
- Kloster Daphni (mit byzantinischen Mosaiken)
- Kloster Kaisariani
- Fatih Camii (Moschee des Eroberers) am Römischen Markt (vermutl. 16. Jahrhundert)
- Agii Anargyri, ehemaliges Kloster in der Plaka, 17. Jahrhundert
- Portal der Medresse (Koranschule), 18. Jahrhundert
- Tsisdarakis-Moschee (Ende des 18. Jahrhunderts; heute Museum für traditionelle Keramik)
- Türkisches Bad in der Plaka (17. Jahrhundert)
- Pantanassa-Kirche am Monastiraki-Platz (17. Jahrhundert)

### Architektur des 19.Jahrhunderts in Athen

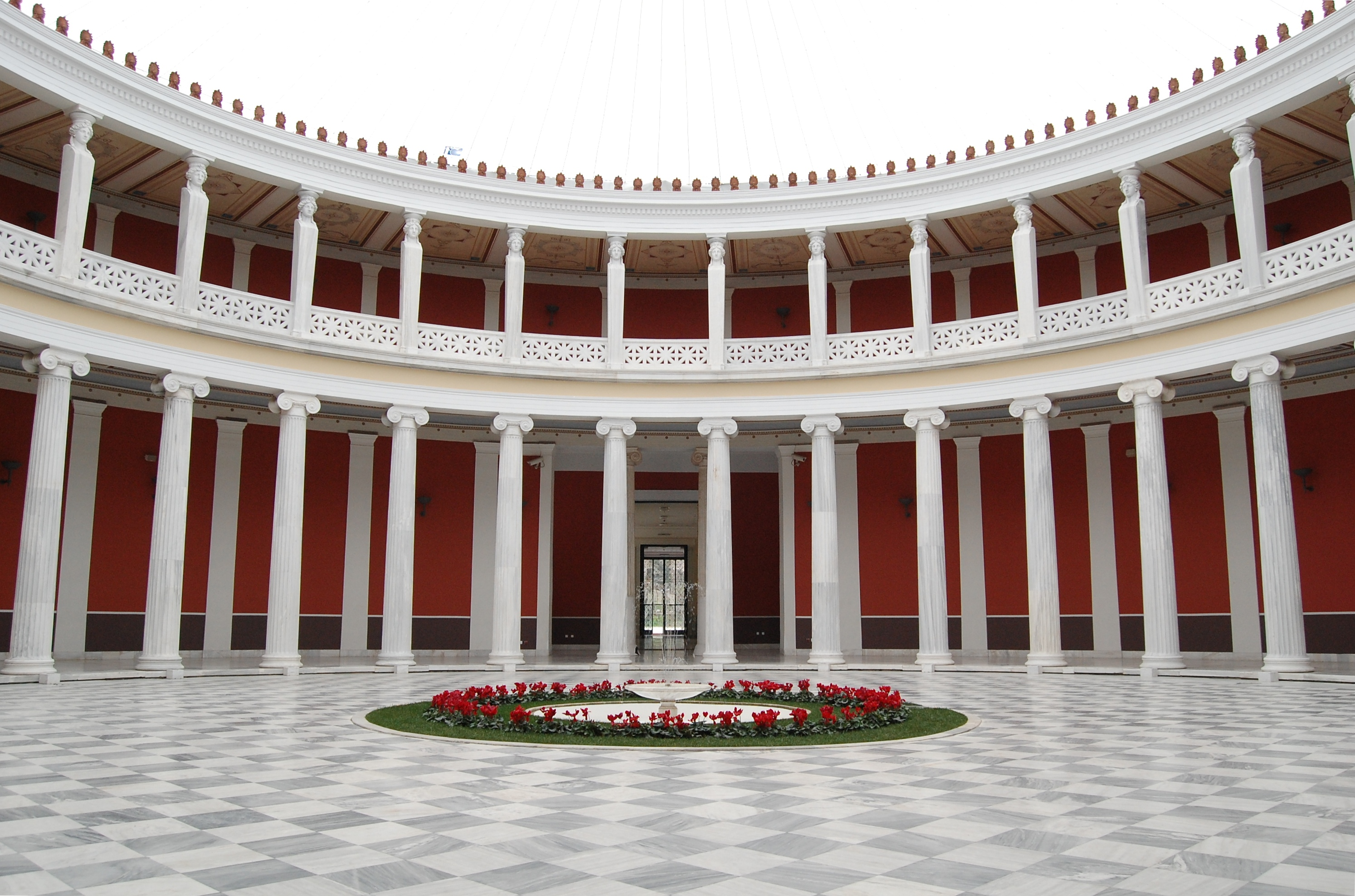
Die Rotunde im Zappeion

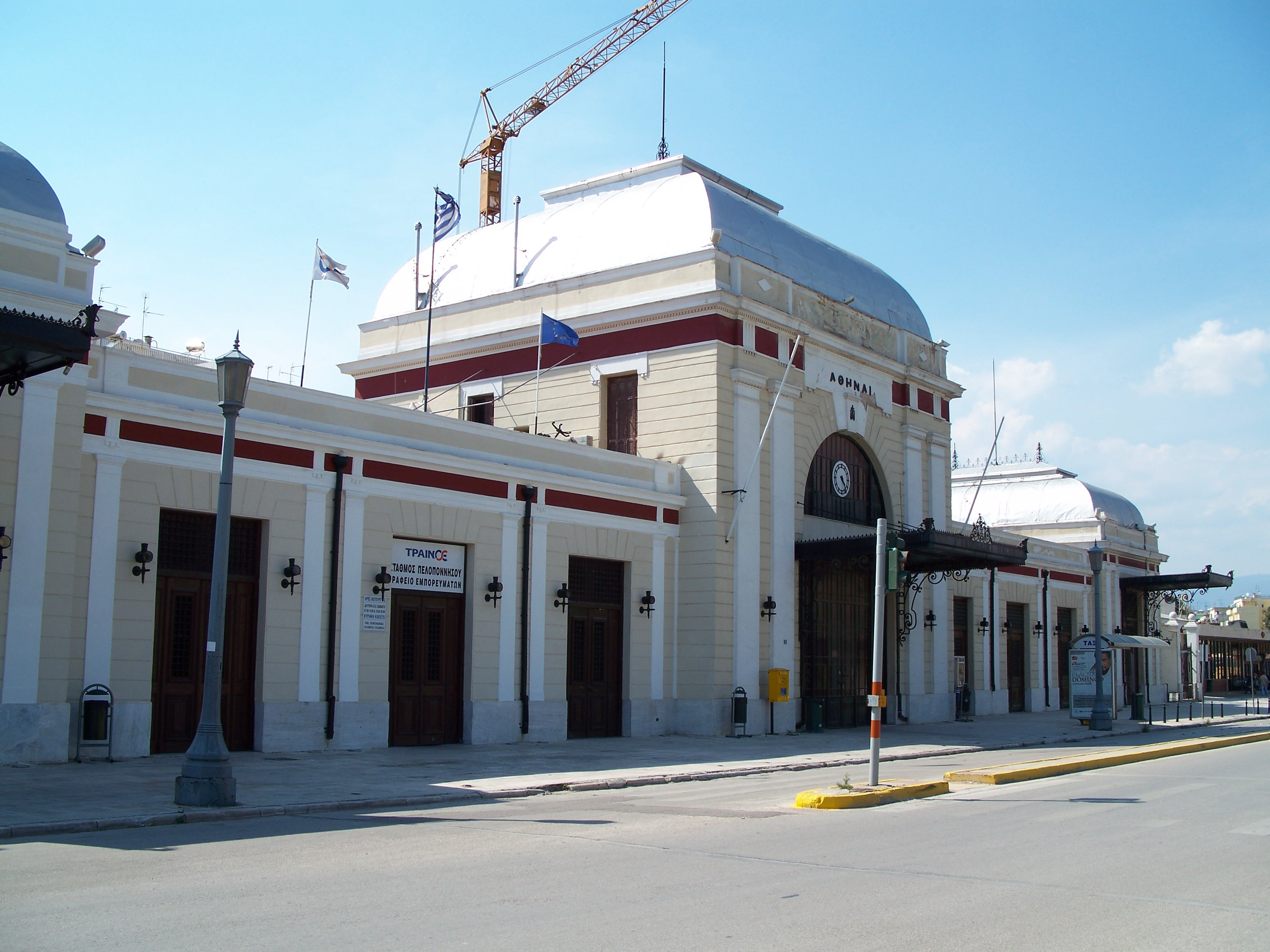
Von Ernst Ziller entworfener Bahnhof (2005 stillgelegt)

Mit der Gründung des griechischen Staates setzt eine rege Bautätigkeit ein. Viele Auslandsgriechen und Ausländer investieren in der Stadt. Unter König Otto und den Stadtbaumeistern Stamatios Kleanthis und Eduard Schaubert wird das heutige Stadtzentrum Athens angelegt. Allein der Architekt Ernst Ziller baut, teilweise zusammen mit seinem jüngeren Bruder Paul Ziller, über 600 Gebäude und wird sogar Hofarchitekt Georgs des I. Einige wichtige Gebäude dieser Zeit sind:
- Spätklassizistisches Ensemble von Universität, Akademie und Nationalbibliothek. Zuerst entstand nach Plänen von Hans Christian Hansen das Universitätsgebäude (1842). 1891 wurde die Akademie von Athen nach Plänen von Theophil Hansen in der Ausführung Ernst Zillers eingeweiht (die Fertigstellung verzögerte sich durch die Vertreibung König Ottos aus Athen). Ebenfalls 1891 wurde die Nationalbibliothek nach Entwürfen von Theophil Hansen fertiggestellt. In direkter Nachbarschaft befinden sich die katholische Bischofskirche (Entwurf: Leo von Klenze) und die Augenklinik.
- Palais "Ilissia" der Herzogin von Plaisance; heute Byzantinisches Museum (Stamatios Kleanthis)
- "Alte Universität", das Wohnhaus von Stamatios Kleanthis und Eduard Schaubert und erste (provisorische) Universitätsgebäude der Stadt unter Verwendung eines der wenigen erhaltenen Häuser aus der osmanischen Zeit (heute Museum der Universität Athen); im Plaka-Viertel
- Parlamentsgebäude (der ehemalige Königspalast) am Sýntagma-Platz von Friedrich von Gärtner, angrenzender Nationalgarten und Zappeion-Ausstellungsgebäude (F. Boulanger und Th. Hansen)
- Das Griechische Außenministerium
- Technische Hochschule (Lyssandros Kaftantzoglou); Schauplatz des Studentenaufstandes gegen die Diktatur am 17. November 1973
- Nationalmuseum (Ludwig Lange)
- Präsidialpalais (zunächst Kronprinzenpalais und später Schloss; Ernst Ziller)
- Altes Parlament (heute Historisches Nationalmuseum) von F. Boulanger
- Athener Rathaus von Panagiotis Kalkos (1874)
- Deutsches Archäologisches Institut (Ernst Ziller)
- Peloponnesischer Bahnhof und Lárissa-Bahnhof von Ernst Ziller
- Stadtvillen bzw. Palais von Ernst Ziller, die bekanntesten sind: Iliou Melathron (Wohnhaus Schliemann, heute: Numismatisches Museum), das Wohnhaus Stathatos (heute Teil des Kykladen-Museums) und das Megaro Mela am Rathausplatz (ehemals Hauptpost und heute im Besitz der Nationalbank)
- Stadtvillen Französischer Architekten (Piat, Eugene Troumpe: Megaro Athinogenous, die Megali Bretania (Μεγάλη Βρετανία, heute: Hotel "King George"), Athens Plaza)
- Zweckbauten von Ziller, z. B. die Hotels "Bangeion" und "Megas Alexandros" an der Einmündung der Athinas-Straße in den Omonia-Platz
- Hotel Grande Bretagne, ursprünglich Palais Dimitriou nach Plänen von Th. Hansen, stark verändert

### Architektur des 20.Jahrhunderts in Athen
Die Architektur des 19. Jahrhunderts war in Athen weitestgehend vom Klassizismus und der Restauration des griechischen Staates geprägt. Umso radikaler war die frühe griechische Moderne. Getrieben von der Wohnungsnot nach der Vertreibung von Griechen aus der Türkei 1921 setzte eine erneute rege Bautätigkeit ein. Die Charta von Athen, das Manifest der modernen Architektur, wurde 1933 unterzeichnet. Man bedauerte später den Verlust klassizistischer Häuser, in den letzten Jahren beginnt man aber die zentral gelegenen Appartementhäuser der frühen Moderne in Athen zu schätzen.
Nach dem Zweiten Weltkrieg bauen vermehrt auch international bekannte Architekten in Athen. Während der Zeit der Junta werden aus Spekulationsgründen sehr viele zweitklassige Appartementhäuser errichtet, die das Bild einiger Vorstädte prägen. Einige herausragende Gebäude der Moderne in Athen:
- Appartementhäuser in Kolonaki, Exarchia und im weiteren Zentrum 1920–1940 (Beschreibung folgt bald)
- Terminal Ost am ehemaligen Athener Flughafen Hellenikón von Eero Saarinen, 1960–1963
- Botschaft der USA an der Leoforos Vasilissis Sofias von Walter Gropius, 1961
- Hilton Athen, 1963

### Architektur der Gegenwart

Das neue Akropolismuseum

In Athen werden hauptsächlich in den Vororten neue Wohnbauten errichtet, die meisten großen Projekte betreffen aber die Infrastruktur oder sind Verwaltungsbauten. Ein städtebaulicher Segen waren die Olympischen Spiele von 2004, zu der viele geplante Projekte vorangetrieben oder erst verwirklicht wurden. In nächster Zeit soll der größte Stadtpark Europas auf dem Gelände des ehemaligen Flughafens Hellenikon entstehen. Einige Beispiele sind:
- Fußgängerbrücke an der U-Bahn-Station Katehaki von Santiago Calatrava
- Neubau der Nationalbank in der Odos Eolou Ecke Odos Sofokleous von Mario Botta, 1999–2001
- Gestaltung des Komplexes der Küstenlinie in Faliro von B. Reichen und P. Robert, 2004
- Neues Akropolis-Museum von Bernard Tschumi
- Onássis-Haus der Künste, Leoforos Andrea Syngrou 109, von Architecture Studio 2003–2005
- Ethniki Asfalistiki Zentrale, Leoforos Andrea Syngrou 103–105 von Mario Botta
- Nationales Museum für Moderne Kunst in der alten Fix-Brauerei.
- Stavros Niarchos Foundation Cultural Center in Kallithea

## Stadtbild

### Stadtteile

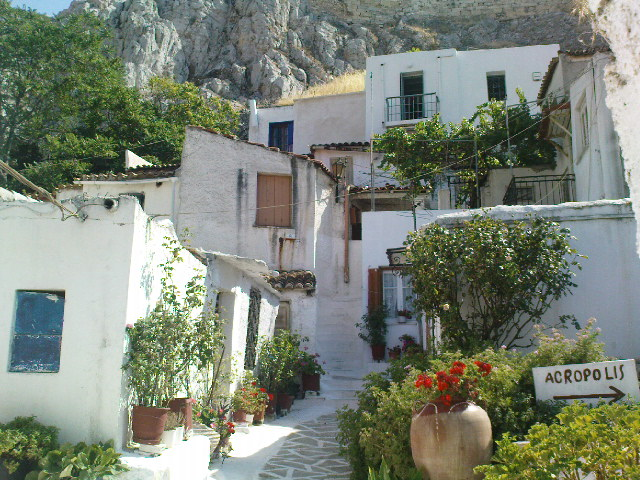
Anafiotika, die letzte informelle Siedlung Athens, am Fuße der Akropolis

- Plaka, Athener Altstadtviertel an der Akropolis. Die Plaka ist das älteste Quartier Athens. Dort, unterhalb der Akropolis, findet man in einem labyrinthischen Gewirr von Gassen viele Tavernen, Restaurants und kleine Geschäfte.
- Psyrri und Gazi, zwei „In-Viertel“ mit vielen Kneipen, Theatern, Galerien etc.
- Monastiraki, Flohmarkt-, Café- und Einkaufsviertel um den gleichnamigen Platz in der Altstadt
- Kolonaki, gutbürgerliches „Schickeria-“ und Künstler- sowie Botschafts- und Museumsviertel
- Exarchia, Studentenviertel mit intensiver Alternativkultur („Athener Kreuzberg“)
- Hallen des städtischen Zentralmarkts für Fisch und Fleisch (erbaut um 1880) sowie das umliegende Marktviertel rund um die Odos Athinas
- Lykavittos (Berg von 277 m mitten in Athen, hervorragende Aussicht auf Athen, Standseilbahn)

### Olympische Sportanlagen der Spiele von 1896, 1906 (Zwischenspiele) und 2004
- Kallimarmaro-Stadion oder Panathenäisches Stadion, 330 v. Chr. wurde das Stadion für die Panathenäischen Spiele erbaut (unter Demosthenes) und 140 n. Chr. von Herodes Atticus mit pentelischem Marmor erneuert. Der Architekt und Archäologe Ernst Ziller fand auf einem ihm gehörenden Anwesen das Stadion wieder und begann es auszugraben. König Georg I. kaufte ihm das Grundstück ab, um die weiteren Ausgrabungs- und später Wiederaufbaukosten zu finanzieren. Der Wiederaufbau wurde durch eine Spende des griechischen Kaufmanns Georgios Averoff unterstützt. In diesem Stadion fanden nach den Olympien von 1870 die meisten Wettkämpfe der Olympischen Spiele 1896 und die Zwischenolympiade 1906 sowie Einzelwettkämpfe (Bogenschießen, Ziel der Marathonläufe) der Olympischen Spiele 2004 statt.
- Zappeion, Fechtwettkämpfe 1896 und erstes Olympisches Dorf 1906; 2004 Pressezentrum
- Athens Olympic Sports Complex, von Santiago Calatrava, 1998–2004; Grundstruktur ab 1982

### Straßen und Plätze
- Syntagma-Platz, U-Bahn-Station Sýntagmaplatz (auch als Museum gestaltet mit antiken, beim Bau gefundenen Objekten), Parlamentsgebäude (Königspalast), stündlicher Wachwechsel der Evzonen vor dem Grabmal des unbekannten Soldaten (Sonntagvormittag Aufmarsch) sowie Nobelhotels (darunter das Traditionshaus "Grande Bretagne") und mehreren Ministerien
- Omonia-Platz, "Nabel Athens", heute eher unansehnlich, früher aufgrund der U-Bahn-Station wichtig, mit einigen schönen klassizistischen Bauten und dem renovierten Traditionscafé NEON. Der Platz ist Eckpunkt sowohl des Zentrums als auch der multikulturellen Stadtteile.
- Platia Klafthmonos, "Platz der Klage", beliebter Platz für Protestaktionen wegen des angrenzenden Innenministeriums und Wirtschaftsministeriums.
- Panepistimiou (Leoforos Eleftheriou Venizelou) und Odos Stadiou, die beiden parallel verlaufenden Straßen zwischen Syntagma und Omonia-Platz. An der Panepistimiou befindet sich die Athener Trilogie (Universität, Akademie und Nationalbibliothek) von Hansen und die katholische Kathedrale. An der Stadiou das alte Parlament, das heutige historische Museum.

- Leoforos Vasilissis Sofias, Botschafts- und Museumsmeile
- Odos Voukourestiou, Geschäftsstraße mit Juweliergeschäften
- Odos Ermou, Hauptgeschäftsstraße im Zentrum (Fußgängerzone), zwischen Syntagma und Monastiraki, mit zahlreichen internationalen Ketten
- Odos Athinas, zwischen Omonia und Monastiraki, mit Rathaus und Rathausplatz (Platia Kotzia) sowie Zentralmarkt
- Leoforos Irodou Attikou, Regierungsviertel mit Präsidialpalais und Amtssitz des Ministerpräsidenten, an der Rückseite des Nationalgartens zum Panathenäischen (Kallimarmaro-)Stadion führend
- Odos Dionissiou Areopagitou, Fußgängerzone am Fuß der Akropolis

## Sonstige
- Erster Athener Friedhof, Grabstätten von Heinrich Schliemann und seiner Frau Sophia, Georgios Averoff, Melina Merkouri, Andreas Papandreou, Adolf Furtwängler (Archäologe), Giorgos Seferis (Lyriker und Nobelpreisträger), Georgios Papadopoulos (Diktator), Ernst Ziller (Architekt und Bauforscher), mehreren Helden des griechischen Freiheitskrieges und hohen Kirchenfürsten; als Grabmal von Sophia Afendakis die „Schlafende“ (Koimoméni), das Werk eines der bedeutendsten griechischen Bildhauer, Giannoulis Chalepas (1851–1938)

- Athener Markthalle
- Japanischer Garten Athen

## Sehenswürdigkeiten in der Umgebung von Athen
Athen ist mit Piräus und einigen Vororten zu einer geschlossenen Metropolregion zusammengewachsen. Außerhalb des Ballungsgebietes sind zu finden:
- Insel Hydra
- Insel Ägina
- Kap Sounion, die südliche Spitze der Halbinsel Attika
- Stätte der Schlacht bei Marathon in Marathon
- Vorres Museum. Privates Kunstmuseum in Peania bestehend aus einer Abteilung Volkskunst und zeitgenössische Kunst. Eingebettet in einem verwinkelten Garten.
- Attischer Zoologischer Park